# جهری
جهری (به ترکی آذربایجانی: Cəhri) یک منطقهٔ مسکونی در جمهوری آذربایجان است که در شهرستان بابک واقع شده‌است. جهری ۸٬۴۵۴ نفر جمعیت دارد.